# Natasha Melnick
Natasha Melnick (født 10. april 1984 i Los Angeles, Californien i USA) er en amerikansk tv-og-film- skuespiller. Hun er måske bedst kendt for sin skildring af Cindy Sanders på den korte NBC dramakomedie-serie Freaks and Geeks fra 1999-2000.
Melnick var en begavet elev, der bestod fra San Fernando High School i det sydlige Californien's San Fernando Valley, og blev indskrevet på universitetet i en alder af femten i efteråret 1999. Hendes filmarbejde inkluderer Disney's Forældrefælden, Go, Orange County, The Hillside Strangler, Everything or Nothing and God Thinks You're a Loser. Hun har også optrådt i serierne I den 7. himmel, Malcolm i midten, King of the Hill, Amys ret, Freaks and Geeks, Undeclared, Do Over, Life As We Know It, American Dad!, Boston Public og Family Guy.
Melnick er medlem af bandet "One Last Run". Hun er forlovet med Jeff Tucker, som er sanger og guitarist fra den alternative rock band Rock Kills Kid.
I 2000 blev hun nomineret til YoungStar Award Best Young Ensemble Cast – Television for: "Freaks and Geeks" (1999).